# Todiramphus leucopygius
Todiramphus leucopygius, conhecida como martim-caçador-ultramarino ,  é uma espécie de ave da família Alcedinidae.
Pode ser encontrada nos seguintes países: Papua-Nova Guiné e Ilhas Salomão.
Os seus habitats naturais são: florestas subtropicais ou tropicais húmidas de baixa altitude.